# Somatische mutatie
Somatische mutatie is een mutatie in niet-geslachtscellen. Deze mutaties worden doorgaans dan ook niet doorgegeven aan nageslacht. Bij planten echter kan bijvoorbeeld het door middel van stekken wel doorgegeven worden (ongeslachtelijke voortplanting).
Het principe van somatische mutatie is van belang bij het afweermechanisme. B-lymfocyten creëren onder andere op deze manier een grote diversiteit aan antilichamen, nodig om de grote verscheidenheid aan indringers te lijf te kunnen gaan.